# Mossoró (tiểu vùng)
Mossoró là một tiểu vùng thuộc bang Rio Grande do Norte, Brasil. Tiều vùng này có diện tích 4199 km², dân số năm 2007 là 272746 người.